# Castell de Tsuyama
El castell Tsuyama (津山城) és un castell japonès a Tsuyama, prefectura d'Okayama, Japó. Juntament amb el castell Himeji i el castell Matsuyama és un dels tres castells d'estil hirayama més importants del país. Durant el període Edo, el castell Tsuyama va servir de residència principal del funcionari del govern i del Senyor del Domini Tsuyama.
El castell de Tsuyama tenia una vegada un complex de 77 estructures. L'atracció principal és el jardí, també conegut com a Parc Kakuzan (鶴山 公園, Kakuzan Kouen). El jardí té aproximadament 5.000 cirerers, que atrauen els visitants quan floreixen les seves flors.

## Història

### Període Muromachi
El castell va ser construït entre 1441 i 1444 per ordre de Yamana Norikiyo en les muntanyes Tsuru. No obstant això va ser abandonat pel clan Yamana després de perdre un gran nombre de membres després de la guerra Onin.

### Període Edo

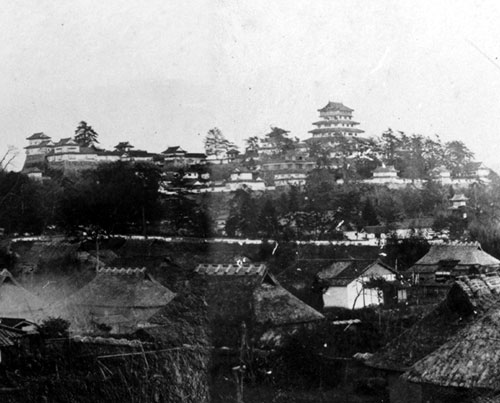
Foto històrica feta durant el període Edo.

El 1603 Mori Tadamasa es va moure a la província de Shinano i va marcar la base del castell en 186.000 kokus. Quan va començar la construcció, Tsuruyama va passar a anomenar-se Tsuyama. El 1616 es va acabar la construcció de 77 torretes, torres del castell i 5 plantes. El 1697 el clan Mori es va extingir, deixant el castell sota el control del senyor feudal Asano Tsunanaga del domini Hiroshima. El 1698 el llinatge del fill gran de Tokugawa Ieyasu, Matsudaira Nobutomi va traslladar 100.000 kokus del domini Echigo Takada.
El 1809 es va cremar el palau Honmaru.

### Actualment
Sota el govern Meiji, el domini Tsuyama es va acabar amb l'abolició dels clans i la inauguració del sistema prefectural. El castell es va vendre després d'entrar a la direcció del Ministeri d'Hisenda el 1873. La torre del castell i totes les seves torretes van ser destruïdes. Es van reconstruir diverses portes. Les parets de pedra de la torreta Koshimaki al costat nord-oest del castell es van esfondrar. Arran d'aquest succés, es va produir la conservació del castell el 1890.
Les ruïnes del castell van passar a ser propietat de la ciutat de Tsuyama i es van transformar en un parc. El 1900 es van plantar molts arbres de cirerer. L'escola Han Shudokan es va traslladar a Sannomaru i es va canviar el nom de Kakuzankan. Es va celebrar una Exposició Regional, durant la qual es va construir una simulada torre del castell. El 1936 es va desmantellar durant la guerra del Pacífic per evitar convertir-se en objectiu d'un atac aeri.
El castell fou declarat lloc històric nacional el 1963. Per celebrar els 400 anys del castell es va restaurar la torreta Bitchū el 2004-2005. La tanca Taiko, prop de la torreta Bicchu, va ser reparada el 2006.

## Galeria

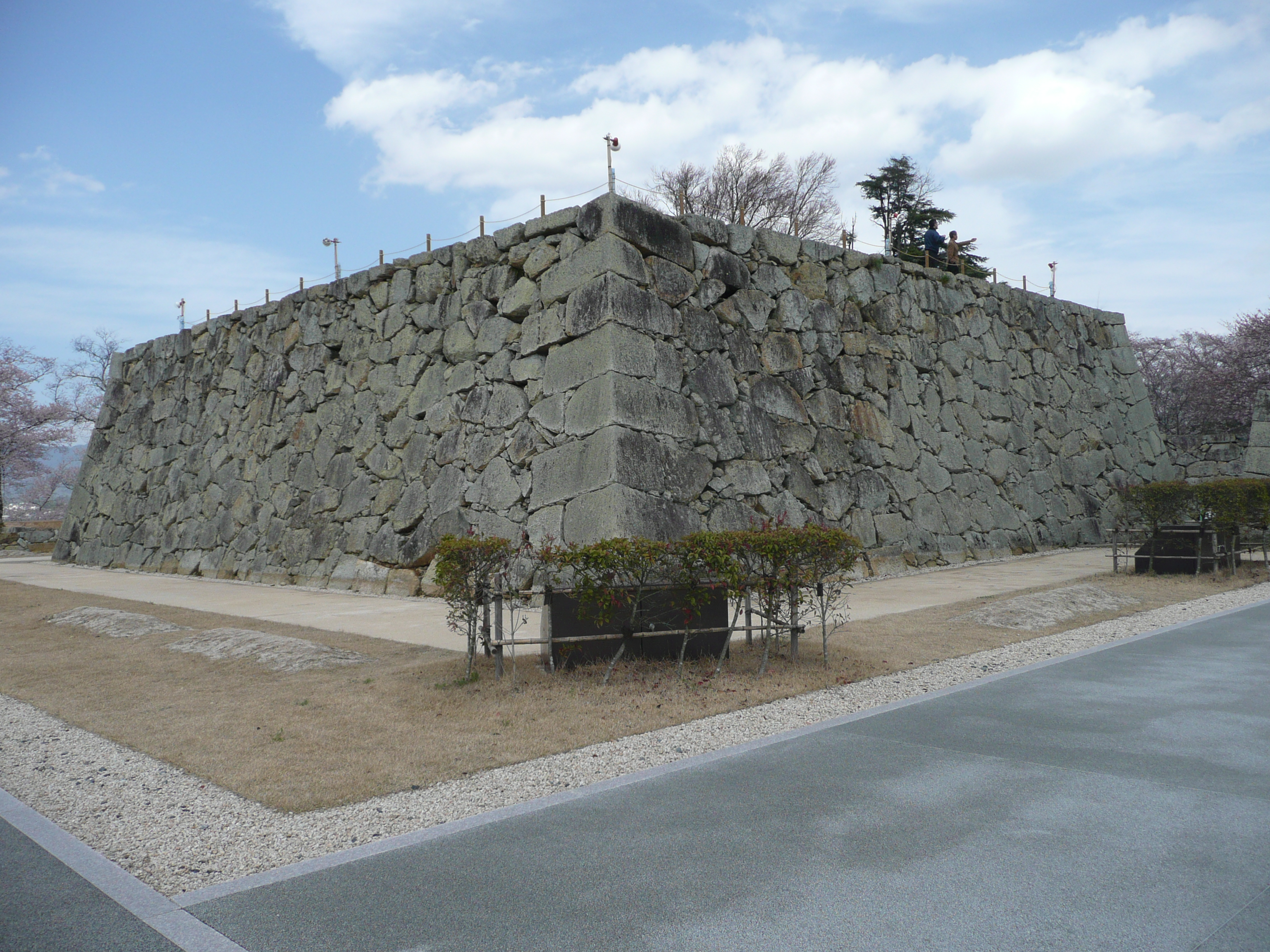
Base de pedres del tenshu
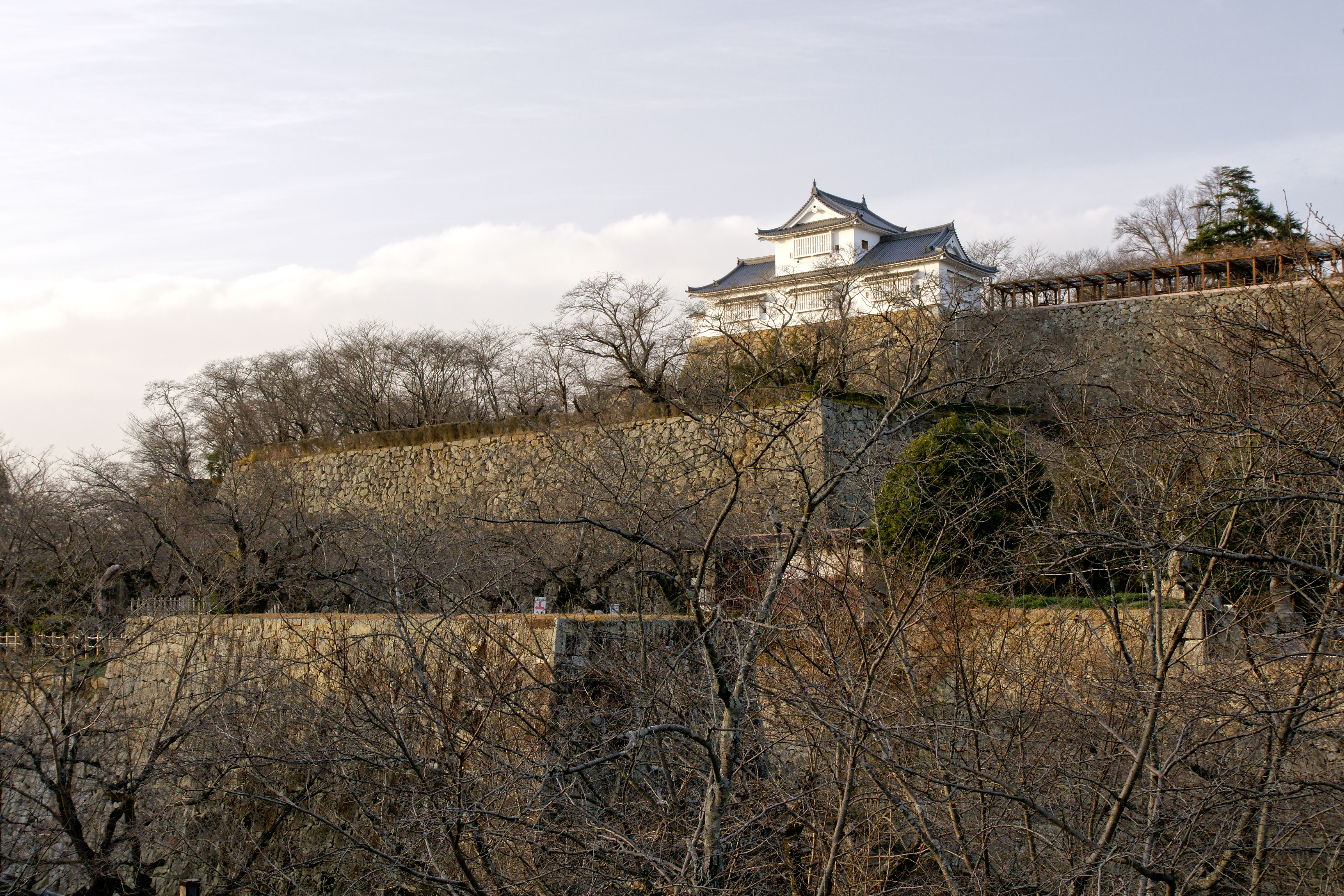
Mur de pedres i Bitchū-Yagura
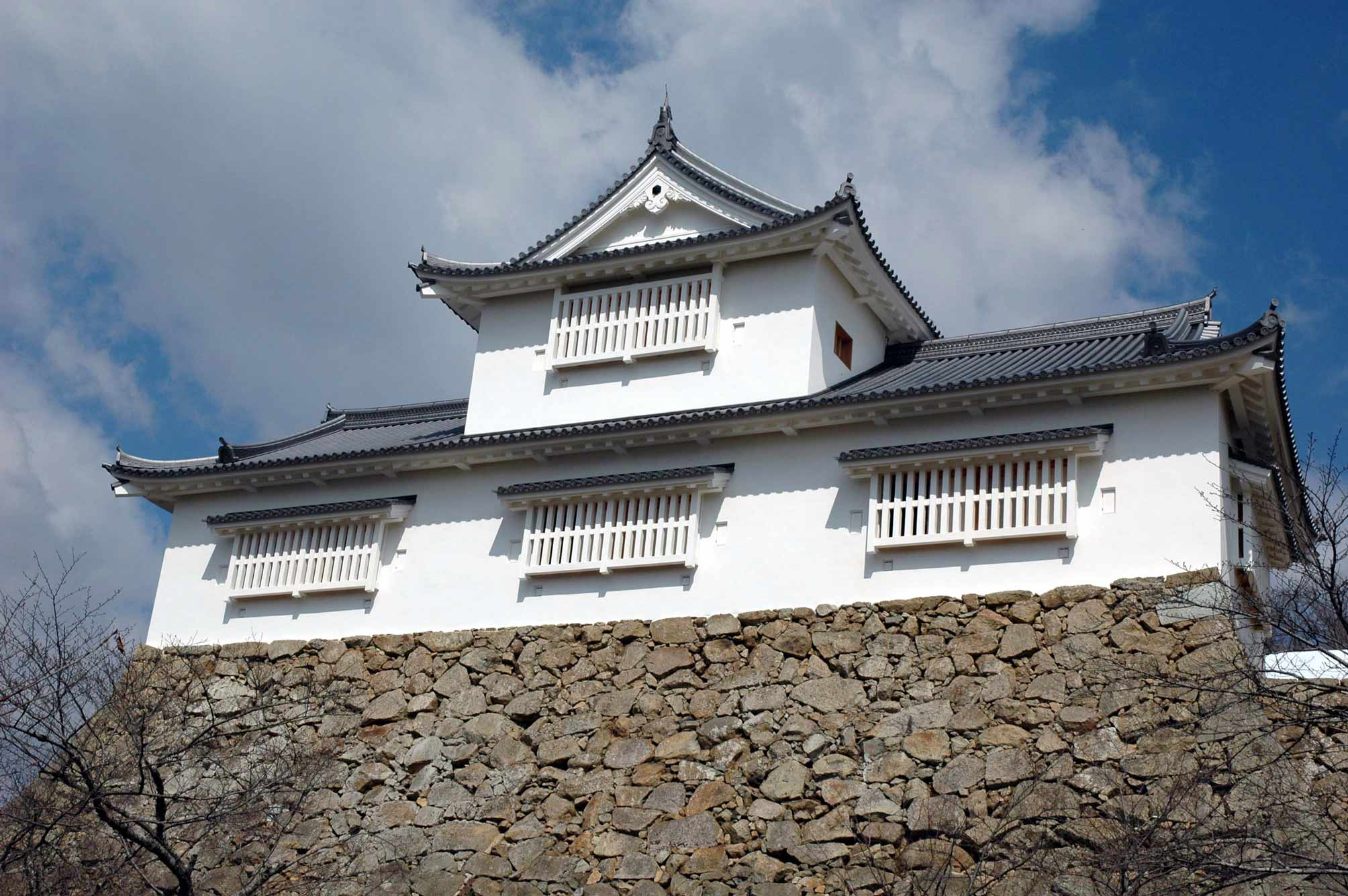
Bitchū-yagura
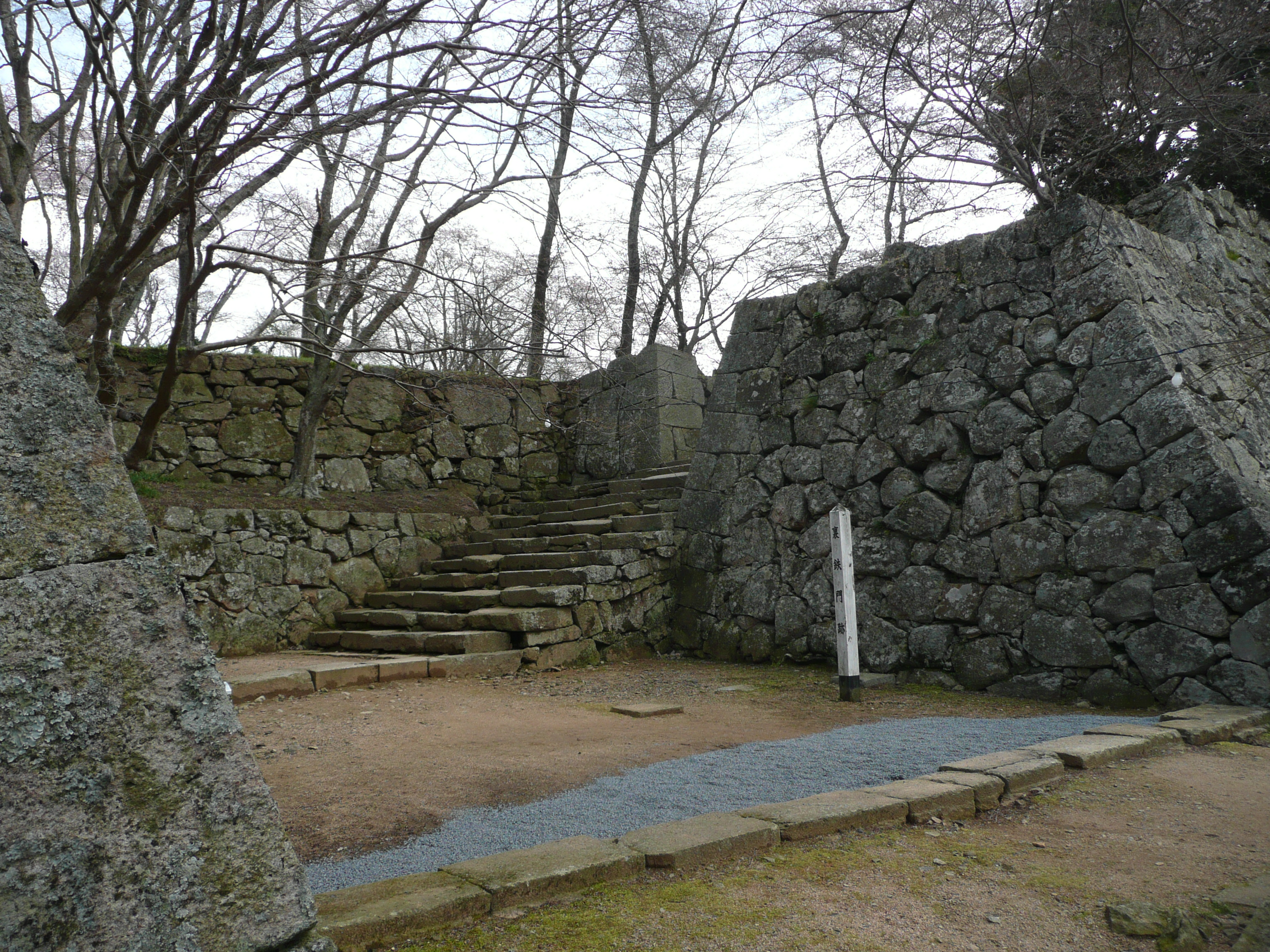
Ruines del Uratetu-mon
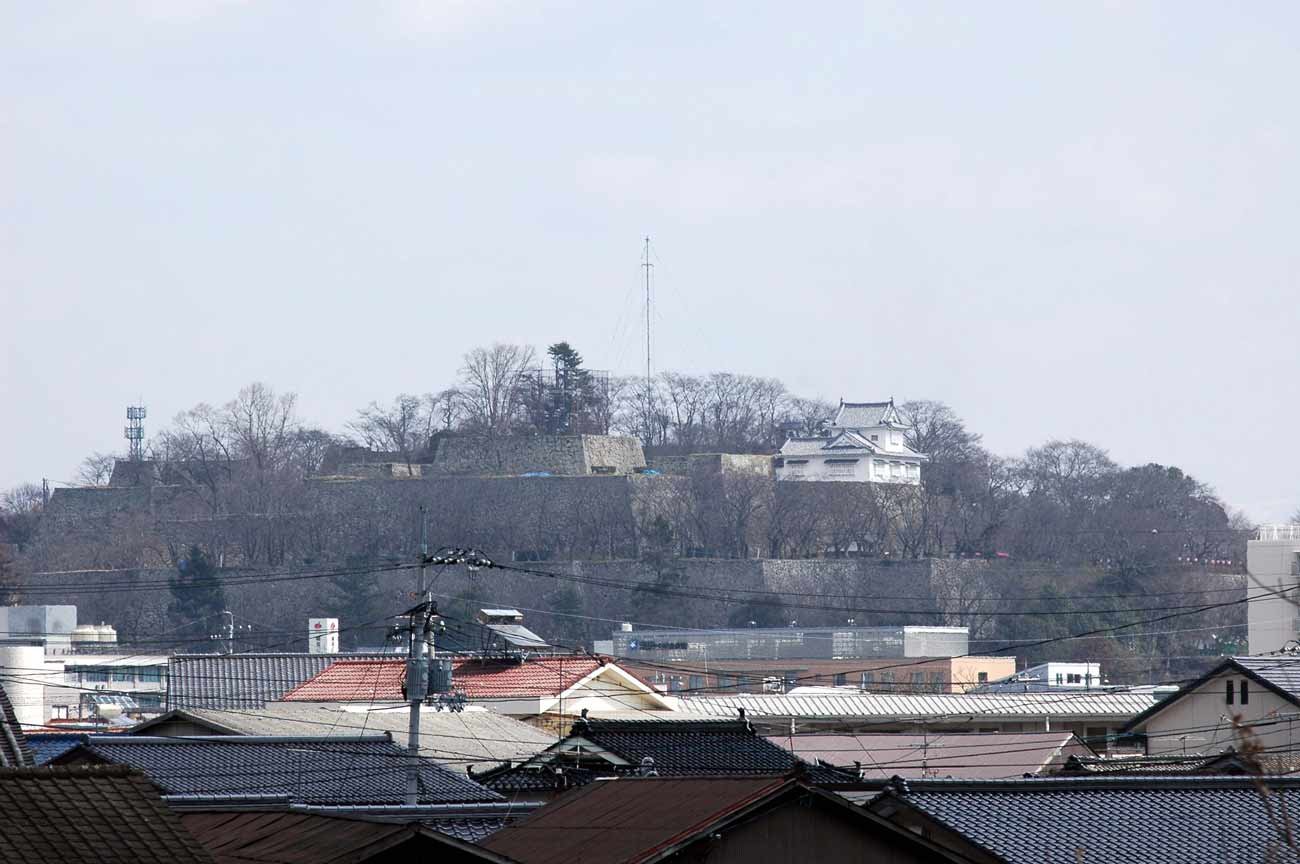
Ruines del castell Tsuyama
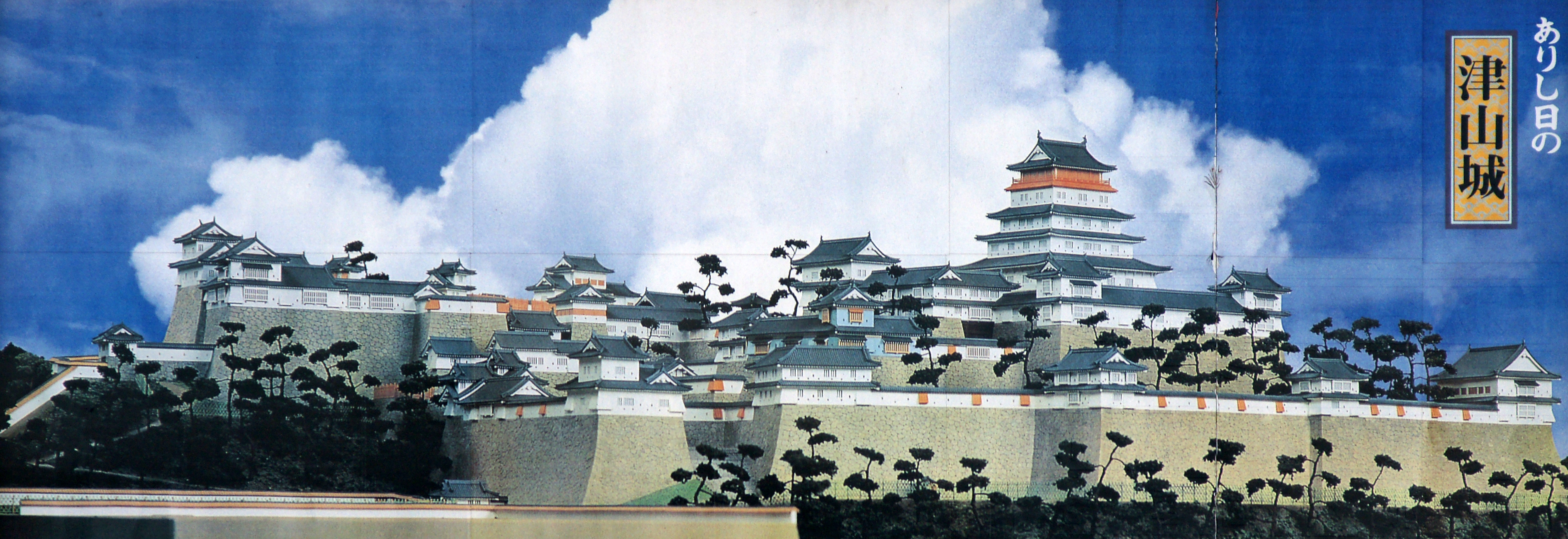
Dibuix reconstruït